# 扶桑猪笼草
扶桑猪笼草（学名：Nepenthes 'Attractive Fuso'），是一个猪笼草属的人工杂交种，是“高棉猪笼草”一个名为“池田”的个体（“N. thorelii var. ikeda”）[注1]和葫芦猪笼草（N. ventricosa）杂交的产物。有人怀疑它的母本其实是一株波哥猪笼草。该品种对环境的适应性很强，在栽培上无需花费太多时间。

## 历史
该品种由日本园艺家中川保秀于1983年3月16日在爱知县育成。